# 屏東縣立枋寮高級中學
屏東縣立枋寮高級中學。簡稱枋寮高中，是一所位於臺灣屏東縣枋寮鄉的完全中學。

## 校長
以屏東縣立枋寮高級中學為校名時的校長排序如下列：
- 第一任：林偕勝校長
- 第二任：蕭耀宗校長
- 第三任：王明政校長
- 第四任：陳志偉校長
- 第五任：陳科名校長

## 外部連結
- 屏東縣立枋寮高級中學 （页面存档备份，存于）（繁體中文）
- 屏東枋寮高中 FB 粉絲專業  （页面存档备份，存于）（繁體中文）
- 枋寮高中班聯會Instagram
- 枋寮高中影音平台YouTube （页面存档备份，存于）
- 枋寮高中電子刊物平台-枋中芳蹤 （页面存档备份，存于）